# Флора-Каравиа, Талия
Талия Флора-Каравиа (греч. Θάλεια Φλωρά-Καραβία; 1871[…], Сьятиста — 1960, Афины) — одна из самых значительных и производительных греческих художниц. Её работы ещё полностью не охвачены каталогами, но она автор более 2,5 тыс. работ маслом, а также большого числа рисунков и акварелей.

## Биография
Родилась в 1871 году в городке Сьятиста, в тогда ещё находившемся под османским контролем регионе Западная Македония, в семье священника. В 1874 году отец перевёз семью в Константинополь. Здесь она закончила греческий пансион благородных девиц Заппаса, в 1888 году.
Попыталась поступить на факультет живописи в Афинскую школу Искусств (впоследствии Афинская школа изящных искусств), но школа отказалась принять её по причине того что она была женщиной. В результате она училась живописи в Мюнхене, у Гизиса и у Яковидиса, а затем в Париже.
В 1898 году она вернулась в Константинополь, чтобы заняться живописью профессионально. В 1907 году переехала в город Александрия в Египте, где прожила 30 лет. Здесь она вышла замуж за Николаоса Каравиаса (Νικόλαος Καραβίας), основателя и издателя греческой газеты «Эфимерис» (Εφημερίς). В Александрии создала и руководила школой живописи, имевшей значительное признание в греческой колонии города.
В период Балканских войн, она последовала за греческой армией в её походах, как корреспондентка газеты, издаваемой её мужем, и отразила множество военных сцен в рисунках углем и пастелях. Свои впечатления от событий той эпохи она описала впоследствии в своей книге «Впечатления с войны 1912—1913 годов: Македония-Эпир» (изд. Моисиаду-Марда, Афины 1936). Она последовала также за греческой армией в её походе в Малую Азию (1918—1922).
Вернулась в Грецию вместе с мужем окончательно в 1939 году.
С началом греко-итальянской войны в 1940 году вновь отправилась на фронт, запечатлев сцены и этой войны.
Талия Флора-Каравиа умерла в Афинах в 1960 году.

## Работы
Кроме своих военных зарисовок, Флора-Каравиа стала в равной степени известной своими примерно 500 портретами. Среди портретов известных личностей поэт Κ. Кавафис, писательница Александра Пападопулу и др. Она также иллюстрировала книги и занималась журналистикой . Характерны слова который в своё время сказал её мужу Бюлькат, Мехмет Эсат оборонявший от греческой армии город Янина: «пока ты выкурил одну сигарету твоя госпожа набросала три эскиза».
В целом, работа Флора-Каравиа включается в так называемую «академическую Школу Мюнхена», но в её картинах много света и цвета что характерно для импрессионистов. «Работаю импрессионистски», говорила художница в своём интервью в 1955 году. Однако в последних своих послевоенных работах она ушла и от импрессионизма, и обратилась к экспрессионизму.
За её вклад в живопись, художница была награждена Серебряной медалью Афинской академии наук в 1945 году и Крестом командора (Орден Добродетели) в 1954 году.
Её работы выставлены в Национальной галере Греции, в Национальном историческом музее, в Муниципальной галерее города Янина, в галерее Э. Авероф (Мецово), и др. Значительная часть её военных рисунков находится в штабе 3-го корпуса армии в македонской столице городе Фессалоники и в Военном музее Афин.
- Портрет матери (1906, Афины частная коллекция)
- Дусманис, Виктор, Рисунок 1913, Афины, Коллекция Г. Ероянниса).
- Портрет английского офицера (Афины, частная коллекция.)
- (дриада) Амадриас (Αμαδρυάς Фессалоники, Торговая и промышленная палата)
- Константинополь, Афины, Национальная галерея
- Благодатный огонь («Δεύτε λάβετε φως», Фессалоники, Галерея Общества македонских исследований)